# NWA British Empire Heavyweight Championship
Con NWA British Empire Heavyweight Championship si intendono una serie di titoli di wrestling che sono stati promossi per con lo stesso nome, utilizzati da diverse federazioni affiliate alla National Wrestling Alliance (NWA) a partire dal 1919. Nel corso degli anni la NWA ha riconosciuto un totale di tre titoli con questo nome.

## Storia
Il primo a fregiarsi del titolo di British Empire Champion fu George Walker, che lottava in Nuova Zelanda, a partire dal suo arrivo nella zona nel 1919. Fu promosso per un primo periodo indipendentemente, poi attraverso la Dominion Wrestling Union dal 1935 al 1953, anno di chiusura della federazione. Il titolo fu successivamente riattivato dalle promozioni affiliate alla NWA in Nuova Zelanda, cambiando nome dapprima con il relativo prefisso e poi sostituendo Empire con Commonwealth, venendo disattivato definitivamente solo nel 1990.
Nel 1941 l'allora detentore della versione neozelandese Earl McCready si spostò a Toronto, in quello che sarebbe stato il territorio della Maple Leaf Wrestling, dove iniziò a promuovere una sua versione del titolo, che sarà successivamente riconosciuta dalla National Wrestling Alliance e rimase attiva fino al 1967, quando smise di essere promossa.
Una terza versione del titolo fu attiva a Vancouver dal 1959, quando la Big Time Wrestling (e in seguito il suo successore NWA All Star Wrestling) iniziò a promuovere Whipper Billy Watson, allora detentore della versione di Toronto, come detentore di una sua versione del titolo, disattivata nel 1963.

## Versioni del titolo
| Data creazione | Data cessazione | Territorio    | Modalità di termine           |
| -------------- | --------------- | ------------- | ----------------------------- |
| 1919           | 1990            | Nuova Zelanda | Chiusura del territorio       |
| 1941           | 1967            | Toronto       | Disattivato dalla federazione |
| 1959           | 1963            | Vancouver     | Disattivato dalla federazione |